# Kruiswegstaties op de begraafplaats Daalseweg
De kruiswegstaties op de begraafplaats Daalseweg vormen een incomplete laat-19e-eeuwse kruisweg op de begraafplaats Daalseweg in de Nederlandse stad Nijmegen.

## Geschiedenis
De begraafplaats werd in 1884 aangelegd in de buurtschap Altrade, even buiten de voormalige stadswallen van Nijmegen. Ontwerper van de begraafplaats was stadsarchitect Jan Jacob Weve. Hij was ook verantwoordelijk voor het ontwerp van de kruiswegstaties. Traditioneel bestaat een kruisweg uit veertien staties, met voorstellingen van de lijdensweg van Christus. In Nijmegen werden er vijf gerealiseerd, op drie daarvan staat de naam van de schenkers, de families Dobbelmann, Felet en Hamer. De begraafplaats is ommuurd, de staties staan op gelijke afstanden langs de muur.

## Waardering
De kruiswegstaties werden in 2002 als rijksmonument in het Rijksmonumentenregister opgenomen. De kruiswegstaties hebben onder meer "architectuurhistorische en kunsthistorische waarde als goed en gaaf voorbeeld van kruiswegstaties in de stijl van de neogotiek met esthetische kwaliteiten in het beeldhouwwerk." Ze hebben ook "cultuurhistorische waarde als een uitdrukking van een oorspronkelijk uit de middeleeuwen stammende gewoonte, waarbij de namen van de opdrachtgevers en geldschieters worden vermeld op het kunstwerk."

## Afbeeldingen

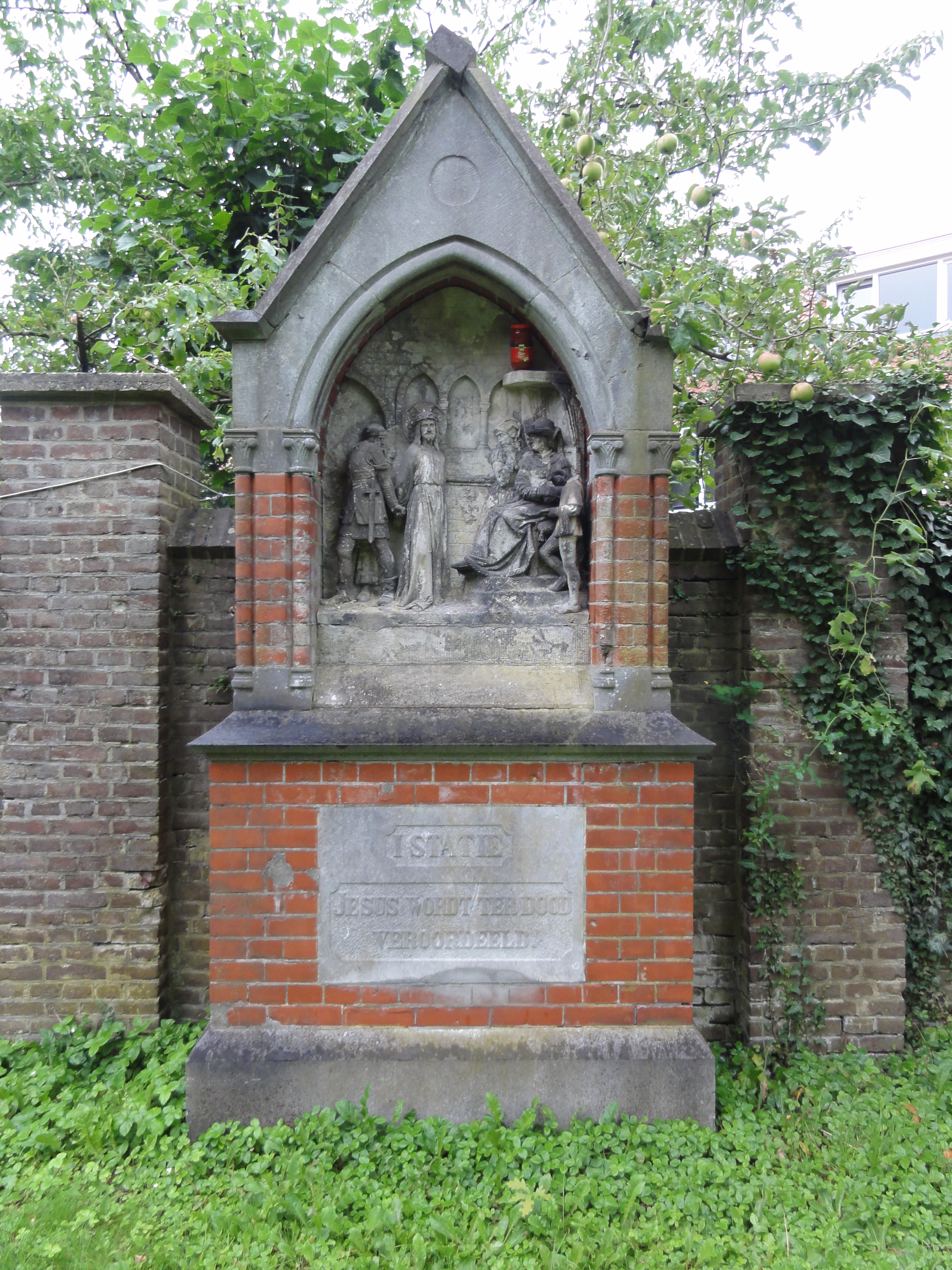
Statie I "Jesus wordt ter dood veroordeeld."
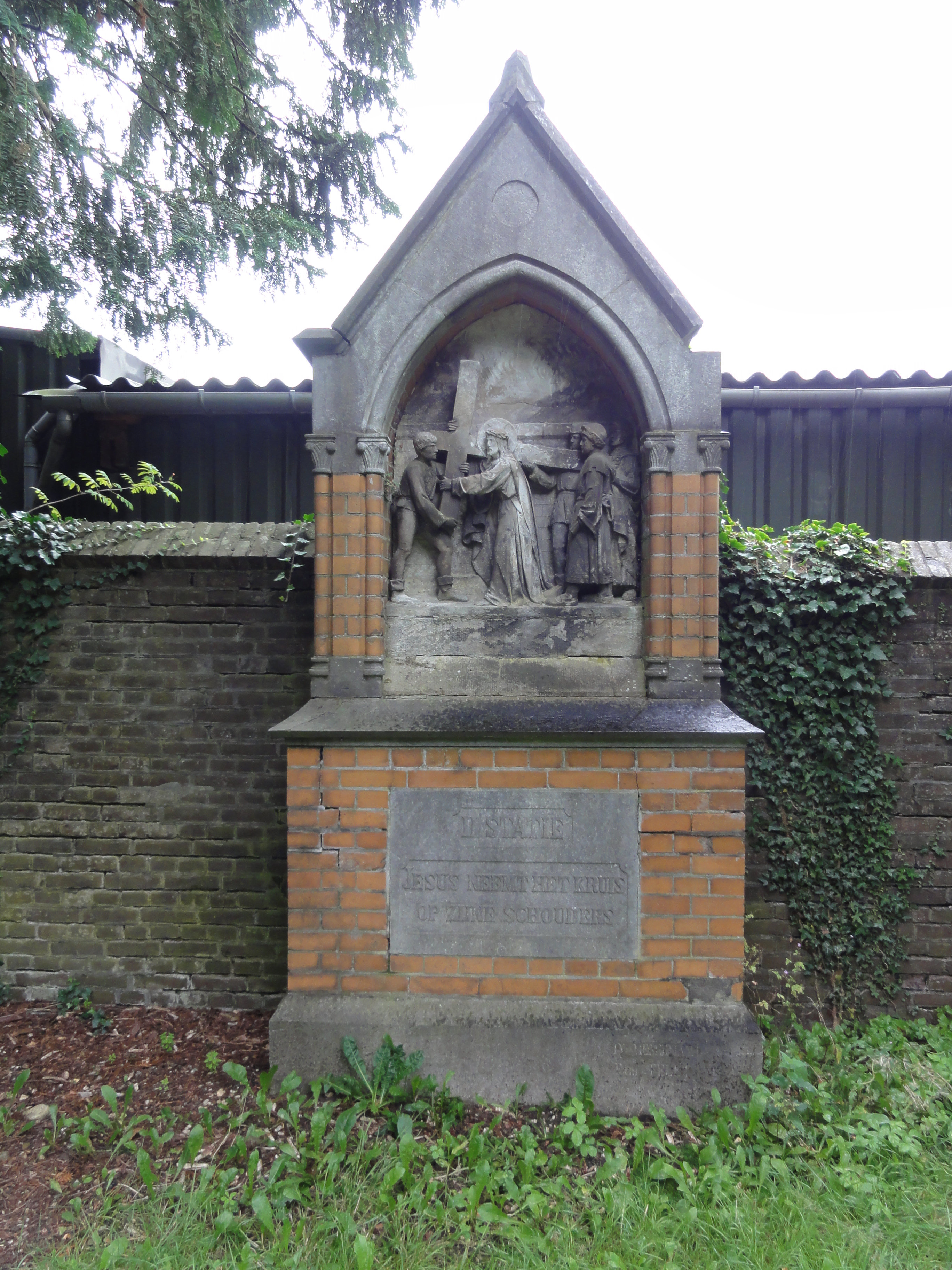
Statie II "Jesus neemt het kruis op zijne schouders."
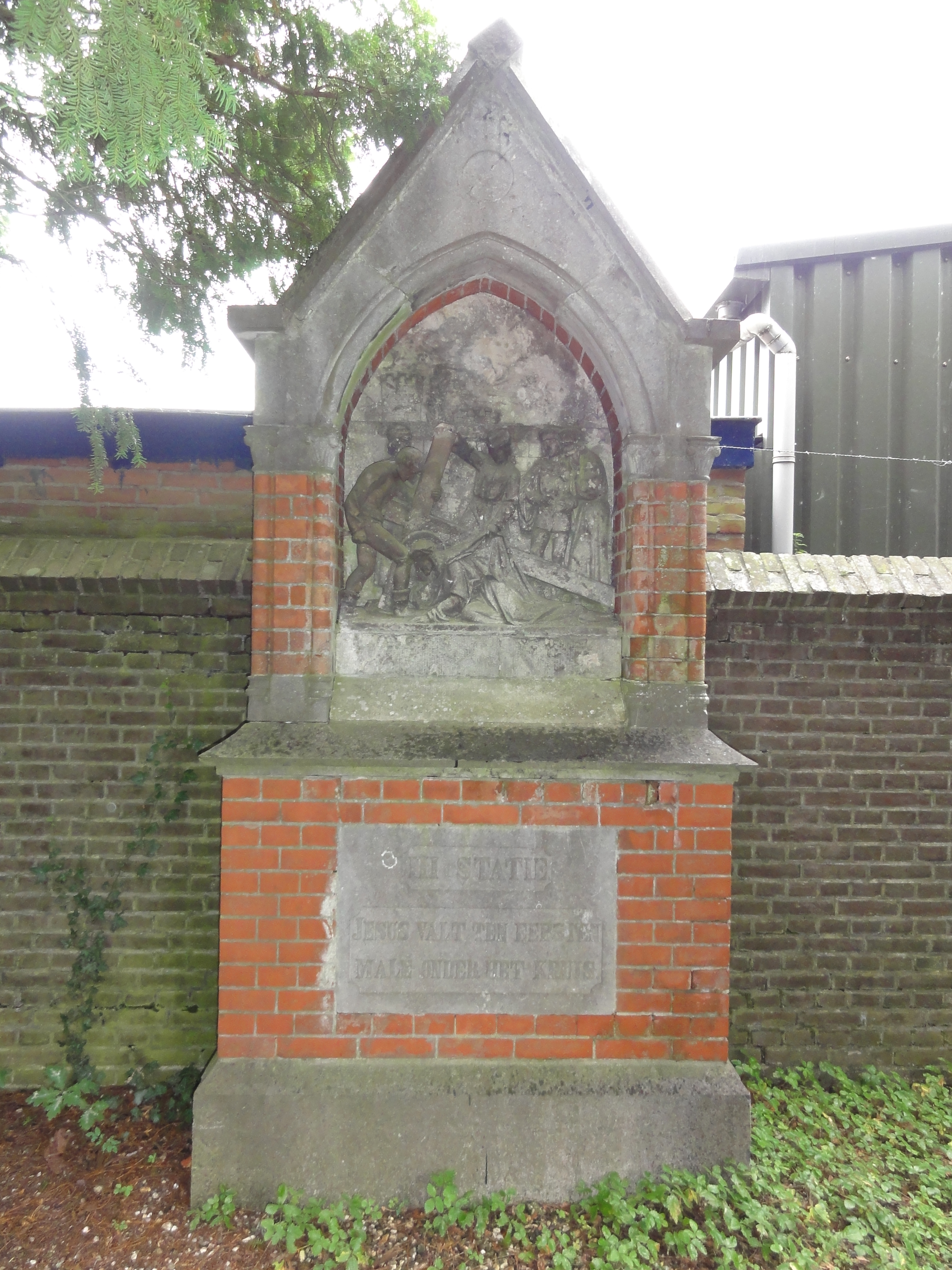
Statie III "Jesus valt ten eersten male onder het kruis."
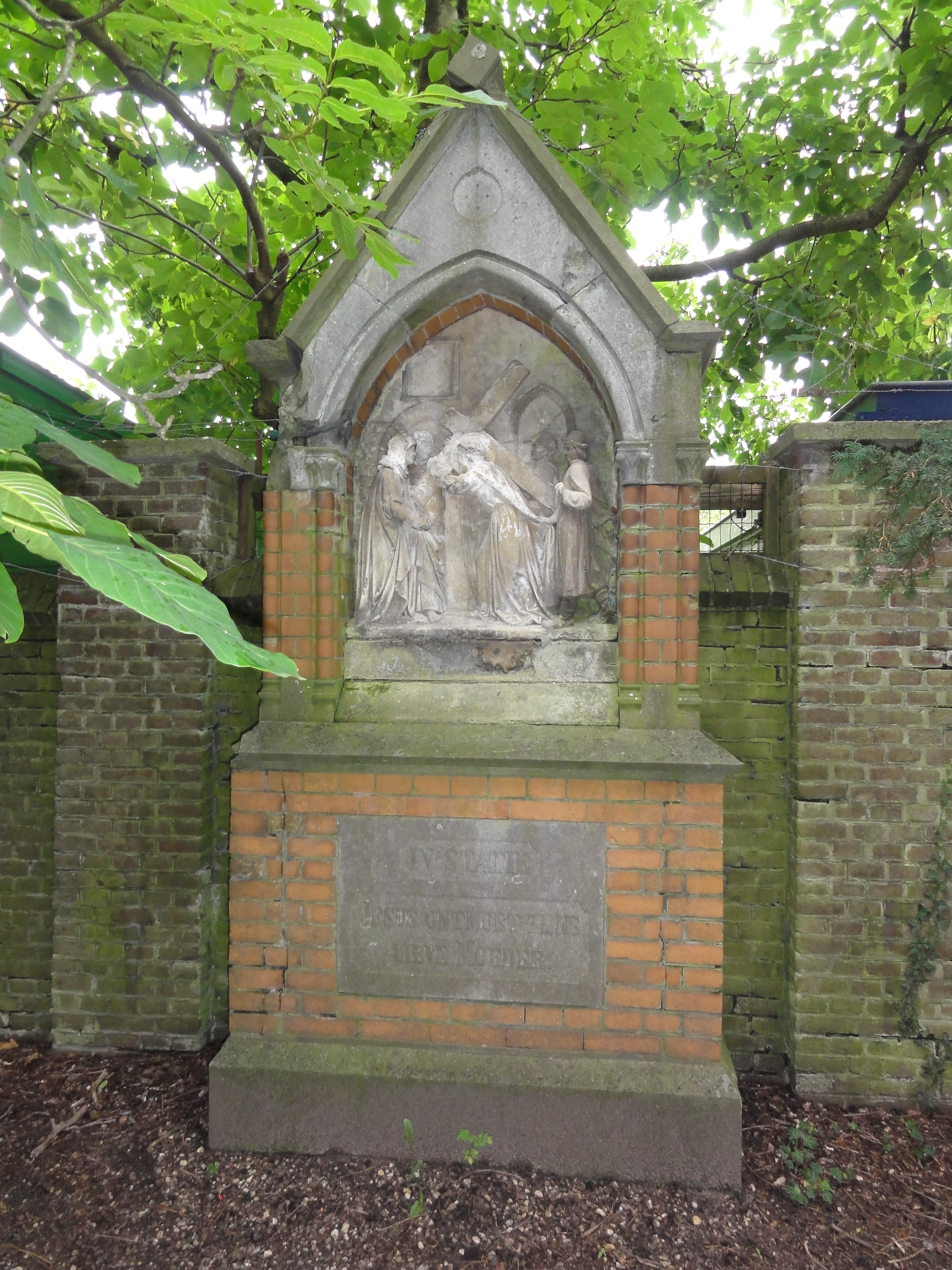
Statie IV "Jesus ontmoet zijne lieve Moeder."